# 广卫路 (广州)

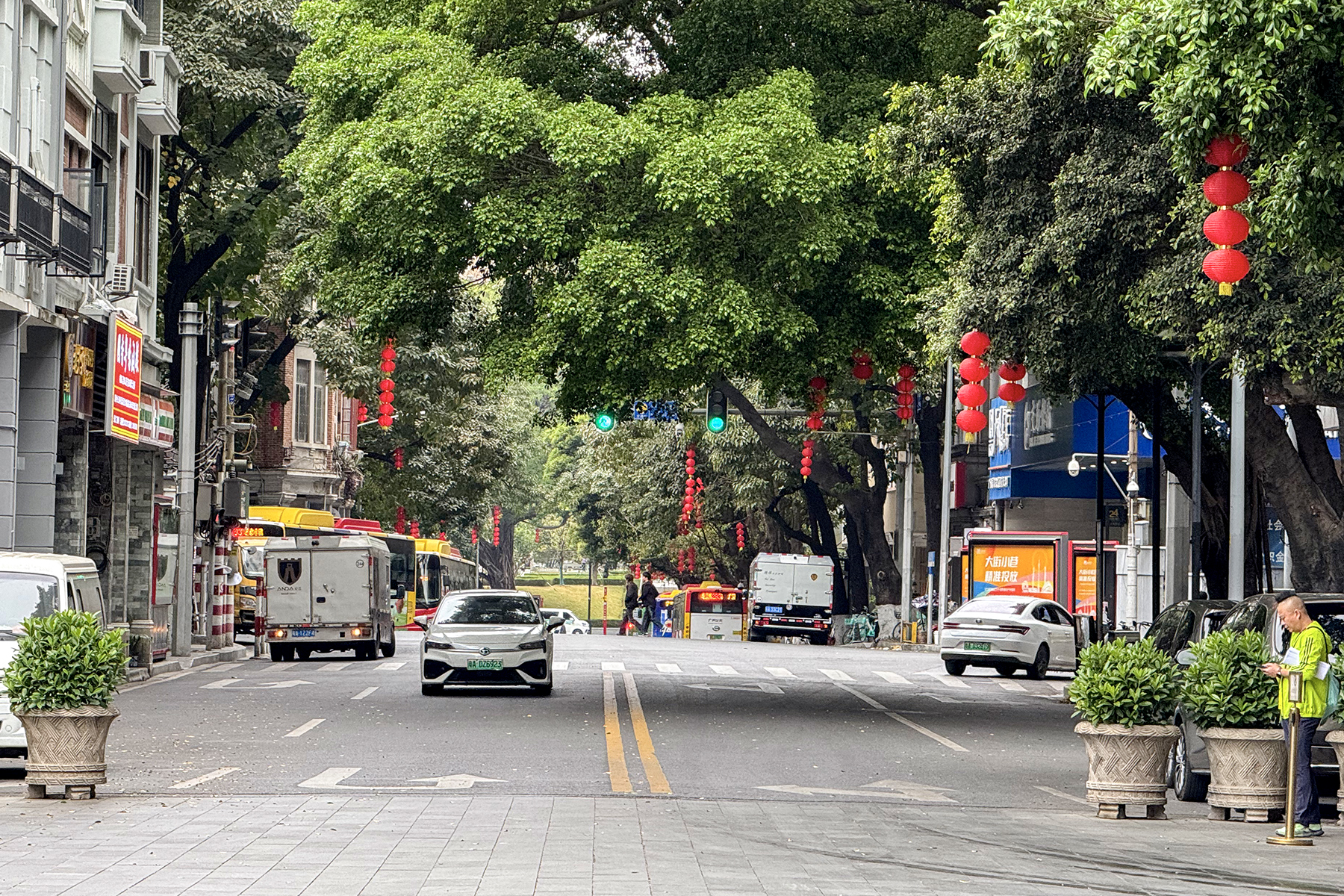
广卫路街景（2025年2月）

廣衛路是中國廣東省廣州市越秀區的一條東西走向的道路，位於北京路以西、吉祥路以東，長315米，寬15米。

## 歷史
明代時，朱元璋在每个通都大邑設立「衛所」（駐守的軍隊）。而當時廣州的左衛與右卫就設在現在的吉祥路和廣衛路交界處。而吉祥路的南段，就曾經叫做「衛邊街」，意即在衛所的旁邊。清朝为广州府署等衙门的后院。
1925年，市政府拆通廣州府後院，及左、右衛边街，各取一字建成廣衛路，東面連布政司後園地。

## 特色
廣衛路在近代曾經是一個戲院林立的地方，現在則是廣州舊城市中心最重要的巴士總站之一：廣衛路總站的所在。由于沒有特設的巴士停泊位，因此佔據了馬路兩邊的兩條行車綫作為巴士站，只留下中間的兩條行車綫供車輛行走。由於在市中心人民公园和北京路步行街之間，加上是交通樞紐，所以人流車流量都非常大。西端沿路有較多旅行社，而東端則有較多小食店。另外，沿路也有很多街頭小食。

## 名人故居
广卫路11、13号是一座长约30米、4开间、4层高的骑楼建筑，坐落于广卫路与广大路交界的汽车总站旁。根据1948年《南大工程》第2卷第1期记载，杨锡宗建筑师事务所位于广卫路11号2楼。如今房子一楼经营服装商铺，2~4楼是民居。
杨锡宗（1889年—?），广东中山人，1918年毕业于美国康乃尔大学建筑系。1922年任广州市工务局代局长。1931—1932年间参与筹组中山大学工学院土木工程系。1946年任广州市政府都市计划委员会委员。1950年后移居香港，后去向不明。杨锡宗是岭南乃至中国近代最早接受建筑学专业教育，最早回国服务的建筑师之一，也是岭南乃至中国近代最早尝试中国风格设计的中国建筑师之一。
杨锡宗自1920年代初开始独立执业，其事务所是岭南近代执业时间最长和业务最为广泛的中国建筑师事务所。

## 兩旁的主要建築物/機構
由西往東排列
- 廣衛路總站
- 廣州大廈

## 周边交通

### 與之交匯道路
道路顺序由西往東排列分别是：吉祥路、廣仁路、廣大路和北京路

### 巴士
| 编号 | 编号   | 线路                 | 线路 | 线路                     | 收费 | 运营商   | 备注            |
| ---- | ------ | -------------------- | ---- | ------------------------ | ---- | -------- | --------------- |
|      | 14     | 赤沙（广东财经大学） | ⇆    | 广卫路                   | 2元  | 一汽三分 |                 |
|      | 27     | 东莞庄               | ⇆    | 广卫路                   | 2元  | 一汽二分 |                 |
|      | 64     | 广卫路               | ⇆    | 东沙工业园               | 2元  | 二巴一分 |                 |
|      | 193    | 广卫路               | ⇆    | 汾水小区                 | 2元  | 巴士电车 |                 |
|      | 217    | 广卫路               | ⇆    | 芳村西塱                 | 2元  | 巴士电车 |                 |
|      | 265    | 广卫路               | ⇆    | 环滘村                   | 2元  | 巴士二分 |                 |
|      | 广281  | （广州）广卫路       | ⇆    | （佛山）绿地香树花城     | 3元  | 巴士电车 |                 |
|      | 广286  | （广州）广卫路       | ⇆    | （佛山）黄岐第一城       | 2元  | 巴士电车 |                 |
|      | 293    | 华景新城             | ⇆    | 广卫路                   | 2元  | 巴士三分 |                 |
|      | 528    | 广卫路               | ⇆    | 长红村（长湴街口）       | 2元  | 巴士二分 |                 |
|      | 833    | 广卫路               | ⇆    | 太和                     | 3元  | 新穗巴士 |                 |
|      | 夜38   | 广卫路               | ⇆    | 天河智慧城核心区（高唐） | 4元  | 巴士三分 | B4路附属线路    |
|      | 夜56   | 广卫路               | ⇆    | 赤沙（广东财经大学）     | 3元  | 一汽三分 |                 |
|      | 广夜67 | （佛山）黄岐办事处   | ⇆    | （广州）广卫路           | 3元  | 巴士电车 | 广281路附属线路 |
|      | 夜72   | 广卫路               | ⇆    | 芳村西塱                 | 3元  | 巴士电车 | 217路附属线路   |

### 地鐵
- 广州地铁1号线、广州地铁2号线公園前站有出口在该路段附近，地铁站与地下商城连接，地下商城的出口与该路段在同一街区。公園前站在人民公园的出口位于吉祥路，与该路段相交。